# Vala Flosadóttir
Vala Flosadóttir (ur. 16 lutego 1978 w Reykjavíku) – islandzka tyczkarka, olimpijka.
Do 9 roku życia mieszkała w Reykjavíku, później przeprowadziła się z rodziną do Bíldudalur (region Vestfirðir). Ostatecznie przeniosła się do Szwecji, gdzie mieszka nadal. W tym kraju trenowała pod opieką m.in. Stanisława Szczyrby.
Vala Flossadottir osiągnęła wiele sukcesów w okresie, gdy kobieca tyczka dopiero się rozwijała. Odniosła kilka sukcesów na halowych mistrzostwach Europy (złoto – 1996, brąz – 1998, 4. miejsce – 2000). W 1999 zdobyła srebrny medal na halowych mistrzostwach świata osiągając najlepszy wynik w hali – 4,45 m, w tym samym roku zdobyła złoty medal Młodzieżowych Mistrzostw Europy w Lekkoatletyce (Göteborg 1999). Jednak za jej największy sukces należy uznać brązowy medal podczas Igrzysk Olimpijskich w Sydney w 2000, gdzie uzyskała najlepszy wynik w karierze – 4,50 m. Był to przez rok rekord Islandii, pobity później przez Þórey Edda Elísdóttir o jeden centymetr, a obecnie wynosi 4,60 m.
Vala Flosadóttir po odejściu ze skoczni o tyczce nie rozstała się ze sportem. Startuje m.in. w pięcioboju. W tej konkurencji w 2003 pobiła rekord kraju wynikiem 3607 pkt, który jednak bardzo odbiega od światowej czołówki.
W 2005 zakończyła karierę.